# Bulbinella hookeri
Bulbinella hookeri är en grästrädsväxtart som först beskrevs av John William Colenso och William Jackson Hooker, och fick sitt nu gällande namn av Thomas Frederic Cheeseman. Bulbinella hookeri ingår i släktet Bulbinella och familjen grästrädsväxter. Inga underarter finns listade i Catalogue of Life.